# Kesztyűs Barna
Kesztyűs Barna (Pécs, 1994. szeptember 4. –) magyar labdarúgó, a Budapest Honvéd játékosa.

## Sikerei, díjai
Budapest Honvéd
- Magyar Kupa-győztes: 2019–20